# Mercedes-Benz W136
Mercedes-Benz W136 — автомобіль марки Mercedes-Benz класу E (бізнес-клас). Автомобіль випускався з початку 1936 по 1955 роки.

## Історія

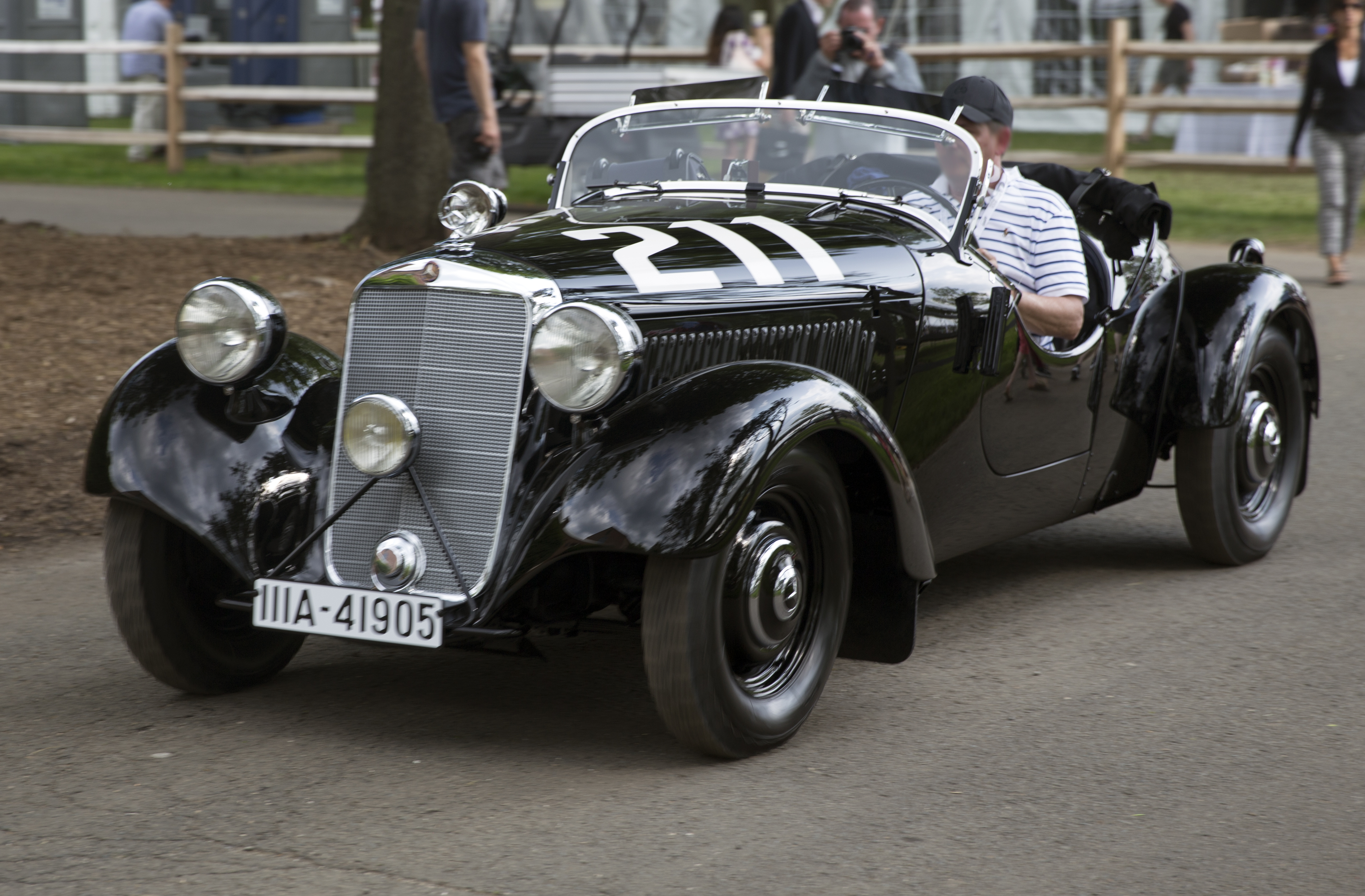
Mercedes-Benz 170 VS 1938

Автомобіль з'явився в 1936 році, він пережив чергу війни. Модель прийшла на заміну вже застарілому W15 Limousine (що означає — седан). На базі моделі W136 були побудовані кабріолет A (2-місний), кабріолет B (4-місний) і седан. У 1943 році, коли англо-американське бомбардування зруйнувала заводи Mercedes-Benz, випуск моделі припинився. Але єдиний відносно вцілілий конвеєр був якраз для 170-го.
У 1946 році виробництво відновилося, почався випуск моделі 170V у версіях пікап, бортова вантажівка, Поліцейський автомобіль і карета швидкої допомоги. Пізніше з'явилися седан, кабріолети A і B, і навіть версія OTP (Open Tourer Police). У повоєнні роки автомобіль продовжував удосконалюватися, в 1952 році з'явилася більша модель W191, і моделі з дизельними двигунами. Автомобіль W136 випускався аж до 1955 року.

## Модельний ряд
- 1935—1942: 170 V седан/кабріолет
- 1946—1950: 170 V седан/кабріолет
- 1949—1952: 170 S/SAC/SBC
- 1950—1952: 170 Va
- 1952—1953: 170 Vb
- 1953—1955: 170 S-V/S-D
- 1949—1950: 170 D
- 1950—1952: 170 Da/DaOTP
- 1952—1953: 170 Db
- 1952—1953: 170 Sb
- 1952—1953: 170 DS

## Двигуни
- 1697 см3, M136 I4, 38 к. с. (1935—1950)
- 1767 см3, M136 I4, 45 к. с. (1950—1955)
- 1697 см3, OM636 I4, 38 к. с. (1949—1950)
- 1767 см3, OM636 I4, 40 к. с. (1951—1955)